# Seznam nabojev
Seznam nabojev.

## Naboji z robnim vžigom (malokalibrski naboji)
- .17 Hornady Magnum (4,3x27 R)
- .22 Short (5,6x11 R)
- .22 Long Rifle (5,6x15 R)
- .22 Winchester Magnum (5,6x27 R)

## Pištolskinaboji
- 4,6 mm HK (4,6x30)
- 5,45 ruski (5,45x18)
- 5,7 FN (5,7x28)
- 6,35 mm Browning (6,35x16)
- 7,62 mm Tokarev (7,62x25)
- 7,65 mm Browning (7,65x17), (.32 ACP)
- 9 mm Browning (9x17) (.380 ACP)
- 9 mm Makarov (9x18 M)
- 9 mm Luger (9x19)
- 9 mm IMI (9x21)
- .357 SIG (9x22)
- .38 ACP (9x23 SR)
- .38 Super (9x23 S)
- .40 Smith & Wesson (10x22)
- 10 mm Auto (10x25)
- .45 G.A.P. (11,43x20)
- .45 ACP (11,43x23)
- .50 Action Express (12,7x33)
- .50 GI

## Revolverskinaboji
- .22 Remington Jet Magnum
- .32 Smith & Wesson Long (8x23 R)
- .32 H&R Magnum (8x27 R)
- 8 mm Gasser (8x27 R Gasser)
- .38 Special (9x29 R)
- .357 Magnum (9x33 R)
- .357 Maximum (9x41 R)
- .41 Magnum (10,4x33 R)
- .44 Special (11x29 R)
- .44 Magnum (11x33 R)
- .45 Long Colt (11,43x33 R)
- .454 Casull (11,43x35 R)
- .460 Smith & Wesson Magnum
- .475 Linebaugh (12x38 R)
- .480 Ruger (12x33 R)
- .500 Linebaugh (12,7x36 R)
- .500 Smith & Wesson Magnum (12,7x41 R)
- .500 Wyoming Express

## Puškovnikrogelninaboji

### Brezrobi naboji
- .17 Remington (4,3x46)
- .204 Ruger (5,1x47)
- .22 PPC (5,6x39)
- .222 Remington (5,6x43)
- .223 Remington (5,6x45, 5,56x45 NATO)
- .222 Remington Magnum (5,6x47)
- .22-250 Remington (5,6x49)
- 5,6x57
- 6 mm PPC (6,2x38)
- .243 Winchester (6,2x52)
- 6 mm Remington (6,2x57)
- 6,5x52 Carcano
- 6,5x55 (švedski Mauser)
- 6,5x57
- 6,5x54 Mannlicher-Schönauer
- 6,5x65
- 6,5x68
- 6,8 SPC (6,8x43)
- .270 Winchester (6,9x65)
- .270 Winchester Short Magnum (WSM)
- 7,62x39 mm
- 7 mm-08 Remington (7x52)
- 7x57 (7 mm Mauser)
- 7,92x57 (8 mm Mauser)
- 7x64
- 7 mm Remington Magnum (7x64 Mag.)
- .308 Winchester (7,62x51)
- .30-06 Springfield (7,62x63)
- .300 Remington Ultra Magnum (RUM)
- .300 Winchester Magnum (7,62x67)
- .300 Holland & Holland Magnum (7,62x72,4)
- .300 Weatherby Magnum (7,62x72)
- 7,62x39
- 8x56 Mannlicher-Schönauer
- 8x57 I
- 8x57 IS
- 8x68 S
- .338 Winchester Magnum (8,6x63,5)
- .35 Whelen (9,1x63)
- 9,3x62
- 9,3x64
- 9,3x66 SAKO
- .375 Holland & Holland Magnum (9,5x72)
- .416 Remington Magnum (10,6x72)
- .45 Blaser (11,6x55)
- .458 Winchester Magnum (11,6x63,5)
- 12,7 Browning (12,7x99, .50 Browning, .50 BMG)
- 12,7x108

### Puškovni naboji z robom
- .22 Hornet (5,6x36 R)
- 5,6x50 R Magnum
- 5,6x52 R
- 6x70 R
- 6,5x53 R Mannlicher
- 7x57 R
- 7x65 R
- .30-30 Winchester (7,62x52 R)
- .30 R Blaser (7,62x68 R)
- 7,62x54 R
- .303 britanski (7,7x56 R)
- 8×50 R
- 8x56 R
- 8x57 IR
- 8x57 IRS
- 8x75 RS
- 8,15x46 R
- 9,3x72 R
- 9,3x74 R
- .44-40 Winchester (11x33 R Winch.)
- .444 Marlin (11x57 R)
- .450 Marlin (11,6x53,5 R)
- .45-70 Government (11,6x53 R)
- .470 Nitro Express (12,2x83 R)
- .500 Nitro Express 3" (12,7x76 R)
- .600 Nitro Express (15,6x76 R)
- .700 Holland & Holland (17,8x89 R)

## Naboji za šibrenice
- 16 guage
- 12 gauge
- 10 gauge
- 8 gauge

## Službeni naboji (naboji zaoborožene sileinpolicijo)

### Naboji zahodnega izvora
- HK 4,6x30
- 5,56x45 NATO
- 5,7x28 FN
- 6,8 SPC (Special Purpose Cartridge)
- 7,62x51 NATO
- 7,62 "Magnum" (.300)
- 9x19
- .357 Magnum
- .38 Special
- .40 S&W
- 10 mm Auto
- .45 ACP
- 12,7x99 Browning
- Kaliber 12

### Naboji sovjetsko-ruskega izvora
- 5,45x39
- 7,62x39
- 7,62x54 R
- 7,62x25
- 9x18
- 12,7x107
- 14,5x114